# Mischa Boelens
Mischa Boelens (Willemstad, 23 februari 1995) is een Nederlands voormalig voetballer afkomstig van Curaçao. Boelens speelde bij voorkeur als rechtsback of rechtshalf. 

## Carrière
Boelens speelde in de jeugd van De Graafschap, N.E.C. en Vitesse. In 2015 vertrok hij naar Achilles '29, waar hij aanvankelijk gehaald werd voor het nieuwe beloftenelftal, maar doordat Lars van Roon besloot te stoppen, hadden de Groesbekers geen rechtsback meer. In de voorbereiding maakte Boelens een goede indruk en bij de seizoensopening thuis tegen Jong Ajax (2-1) op 7 augustus begon Boelens in de basis.
In het seizoen 2017/18 speelde Boelens voor VV DUNO en in het seizoen 2018/19 speelde hij bij MASV.

## Statistieken
| Seizoen                   | Club           | Land           | Competitie     | Competitie | Competitie | Beker | Beker | Totaal | Totaal |
| Seizoen                   | Club           | Land           | Competitie     | Wed.       | Dlp.       | Wed.  | Dlp.  | Wed.   | Dlp.   |
| ------------------------- | -------------- | -------------- | -------------- | ---------- | ---------- | ----- | ----- | ------ | ------ |
| 2015/16                   | Achilles '29   | Nederland      | Eerste divisie | 21         | 0          | 2     | 0     | 23     | 0      |
| 2016/17                   | Achilles '29   | Nederland      | Eerste divisie | 12         | 0          | 0     | 0     | 12     | 0      |
| Carrièretotaal            | Carrièretotaal | Carrièretotaal | Carrièretotaal | 33         | 0          | 2     | 0     | 35     | 0      |
| Bijgewerkt op 1 juni 2017 |                |                |                |            |            |       |       |        |        |